# Философские журналы
Философский журнал — это научный журнал по философии

## История философских журналов
В истории философских журналов есть ряд тенденций. Общее количество журналов удваивается каждые 15-20 лет. Соответственно росту количества становится обширнее их география и усиливается специализация.

### Философия в научных журналахXVII века
Как специфическая форма научной литературы философские журналы возникли в конце XVII века. Научные журналы, сообщавшие в своём заглавии о философской специализации, фактически были универсальными научными журналами или научными журналами с естественнонаучной специализацией. Однако они печатали философские статьи, сообщали о новостях философской жизни, рецензировали книги по философии.
| Название                     | Выходные данные    | Перевод названия |
| ---------------------------- | ------------------ | ---------------- |
| «Journal des Savants»        | P., 1665—1792.     |                  |
| «Philosophical Transactions» | L., с 1665         |                  |
| «Acta eruditorum»            | Lipsiae, 1682—1731 |                  |

### Философские журналыXVIII века
Собственно философские журналы возникли в XVIII веке, вначале в Германии, затем во Франции. И в этот период многие философские журналы стремились к универсальности тематики, печатая статьи по естественным наукам, педагогике, политике, праву, богословию.
| Название журнала                                                | Выходные данные           | Перевод названия                                      |
| --------------------------------------------------------------- | ------------------------- | ----------------------------------------------------- |
| Acta philosophorum.                                             | Halle, 1715—1726.         |                                                       |
| Philosophisches Journal einer Gesellschaft deutscher Gelehrten. | Jena; Leipzig, 1795—1800. | «Философский журнал немецкого сообщества учёных».     |
| Revue philosophique, littíéraire et politique                   | P., 1794—1807.            | «Философское, литературное и политическое обозрение». |

### Философские журналыXIX века
В XIX веке ускорился рост количества вновь открываемых журналов. Во второй половине XIX века был основан 31 философский журнал. К списку стран, имеющих свои философские журналы, присоединились США, Италия, Россия, Польша. Появились первые международные философские журналы и первые журналы философской библиографии. Тенденция к специализации выразилась в появлении журналов по специальным философским дисциплинам (этике, социальной философии и т. п.) и журналов отдельных философских школ и направлений (неотомизм, неокантианство).
| Страна   | Название журнала                                                        | Выходные данные         | Перевод названия                                               | Специализация          |
| -------- | ----------------------------------------------------------------------- | ----------------------- | -------------------------------------------------------------- | ---------------------- |
| Германия | «Kritisches Journal der Philosophie»                                    | Tübingen, 1802—1803.    | «Критический журнал по философии».                             |                        |
| Германия | «Zeitschrift für Philosophie und philosophische Kritik»                 | (Lpz., 1837—1918)       | «Журнал по философии и философской критике».                   |                        |
| Германия | «Philosophisches Jahrbuch»                                              | München, 1888—          | «Философский ежегодник».                                       | Неотомизм.             |
| Германия | «Zeitschrift für Philosophie und Pädagogik»                             | Langensalza, 1894—1914. | «Журнал по философии и педагогике».                            |                        |
| Германия | «Kant-Studien»                                                          | Hamburg; Leipzig, 1896— | «Кантианские исследования».                                    | Неокантианство.        |
| Франция  | «Revue philosophique et religieuse»                                     | P., 1855—1858           | «Философское и религиозное обозрение»                          | Религиозная философия. |
| Франция  | «L’année philosophique»                                                 | P., 1867—1913.          | «Философский ежегодник».                                       | Неокритицизм.          |
| Франция  | «Revue philosophique»                                                   | P., 1876—               | «Философское обозрение» (ред. Рибо)                            | Позитивизм.            |
| Франция  | «Revue thomiste»                                                        | P., 1893—               | «Томистское обозрение».                                        | Неотомизм.             |
| Франция  | Repertoire bibliographique de la philosophie                            | Louvain, 1894—          | «Библиографический справочник по философии»                    | Библиография.          |
| Франция  | «Revue de Philosophie»                                                  | P., 1900—39             | «Обозрение по философии».                                      | Неотомизм.             |
| США      | «The Monist. An International Journal of General Philosophical Inquiry» | Chicago, 1890—1936.     | «Монист. Международный журнал общих философских исследований». |                        |

### Философские журналыXX века
В период 1900—1914 годов было создано 19 новых философских журналов (прежде всего, в Германии, США, Франции, России, Италии, Польше). К списку стран, имеющих философские журналы присоединились Чехия, Испания, Ирландия. К началу Первой мировой войны 1914—1918 в мире выходило более 40 философских журналов. В их число входили новые специализированные философские журналы (по эстетике, философии культуры и философии истории), международный журнал.
В период Первой мировой войны издание многих философских журналов прервалось, некоторые перестали выходить вообще. На закрытие ряда философских журналов во время и сразу после войны повлияли политические события (революции и государственные перевороты).
В межвоенный период 1919—1939 годов возникло 57 новых философских журналов. Больше всего новых журналов появилось в Германии, Италии, Франции, США, впервые возникли философские журналы в Китае, Австралии, Индии. Поскольку в этот период наиболее активно развивались логика и методология науки, именно этим дисциплинам были посвящены новые специализированные журналы. Приход к власти фашистов привёл к закрытию ряда журналов.
В период Второй мировой войны 1939—1945 перестал издаваться 21 философский журнал. Новые философские журналы, если и создавались, то в странах, не затронутых войной, преимущественно в США.
В послевоенный период опять начался рост количества философских журналов: В 1945-50 было создано 37 новых философских журналов, в 1950 — около 50, в 1951-60 также около 50, в 1960-66 — около 40. Впервые появились философские журналы в ряде стран Латинской Америки (в Аргентине, Чили, Бразилии, Мексике, Эквадоре), и Азии (в Пакистане). Произошла дальнейшая специализация журналов (история философии, эстетика, социальная философия, этика, логика). Появились новые международные философские журналы и реферативные философские журналы.
| Страна                   | Название журнала                                                | Выходные данные      | Перевод названия                                  | Специализация       |
| ------------------------ | --------------------------------------------------------------- | -------------------- | ------------------------------------------------- | ------------------- |
| Германия, Россия, Италия | «Logos. Internationale Zeitschrift für Philosophie der Kultur». | Tübingen, 1910—1933. | «Логос. Международный журнал философии культуры». | Философия культуры. |
| Германия                 | «Erkenntnis».                                                   | Lpz., 1930—1940      | «Познание».                                       | Философия науки.    |
| Германия                 | «Theoria».                                                      | Göteborg, 1935.      | «Теория».                                         | Философия науки.    |
| США                      | «Philosophy of Science».                                        | Baltimore, 1934—     | «Философия науки».                                | Философия науки.    |

### Философские журналыРоссийской империиXIX—XX вековиСССР
| Название журнала                                                        | Выходные данные | Примечания                                   |
| ----------------------------------------------------------------------- | --------------- | -------------------------------------------- |
| «Философский трёхмесячник»                                              | 1885.           |                                              |
| «Вопросы философии и психологии»                                        | 1889—1918.      |                                              |
| «Логос»                                                                 | 1910—1914.      | Русская часть международного журнала «Логос» |
| «Новые идеи в философии»                                                | 1912—1914.      |                                              |
| «Под знаменем марксизма»                                                | 1922—1944.      |                                              |
| «Проблемы марксизма»                                                    | 1928—1934.      |                                              |
| «Філософська думка»                                                     | 1927—1937.      | На украинском языке («Философская мысль»).   |
| Журналы более широкого профиля, в которых печатались философские статьи |                 |                                              |
| «Вера и разум»                                                          | 1884—1916.      |                                              |
| «Научное обозрение»                                                     | 1894—1903.      |                                              |
| «Журнал Министерства народного просвещения»                             | 1834—1894.      |                                              |
| «Летописи марксизма»                                                    | 1926—1930.      |                                              |
| «Вестник Коммунистической Академии»                                     | 1922—1935.      |                                              |
| «Мысль (журнал)»                                                        | П., 1922.       |                                              |

## Ныне издающиеся журналы

### На русском языке
- Общефилософские журналы
  - «Вопросы философии» (с 1947 г.)
  - «Философские науки» (с 1958 г.)
  - Вестник Московского университета. Серия 7. Философия. (с 1966 г.)
  - Вестник Санкт-Петербургского университета. Серия 6. Философия, политология, социология, психология, право, международные отношения ( с 1956 г.)
  - Вестник Ленинградского государственного университета имени А. С. Пушкина. Серия Философия. (с 2006 г.)
  - Логос. Международный ежегодник по философии культуры (1910 – 1914, 1925)
  - Человек (с 1990 г.)
  - Логос. Философско-литературный журнал (с 1991 г.)
  - Философия и общество (с 1997 г.)
  - История философии (издание ИФ РАН). (с 1997 г.)
  - Философский журнал (издание ИФ РАН). (с 2008 г.)
  - Интеллект. Инновации. Инвестиции. (с 2009 г.)
- ХОРА. Журнал современной зарубежной философии и философской компаративистики. (с 2007 г.)
- Реферативные журналы ИНИОН
  - «Общественные науки в СССР. Сер. 3. Философские науки» (с 1973 г.)
  - «Общественные науки за рубежом. Сер. 3. Философия и социология» (с 1973 г.)
- "Сократ". Журнал современной философии (с 2009 г.)

### На английском языке
- Австралия
  - «Australian Journal of Philosophy» (Sydney, с 1923)
- Великобритания
  - «Berkeley Studies» (с 1977; старое название «Berkeley Newsletter»)
  - «The British Journal of Aesthetics» (L., с 1960)
  - «British Journal for the History of Philosophy»
  - «The British Journal for the Philosophy of Science» (Edinburg, с 1950)
  - «Mind» (L., с 1876)
  - «Studies in History and Philosophy of Science» (L., с 1970)
  - «Metaphilosophy» (Oxf., с 1970)
  - Noûs[англ.] (Bloomington, с 1967)
- Нидерланды
  - «Idealistic studies» (The Hague, с 1971)
  - «Theory and Decision» (Dordrecht, с 1970)
- Норвегия
  - «Inquiry» (Oslo, с 1958)
- США
  - «The American Philosophical Quarterly» (Pittsburgh, с 1964)
  - «American Philosophical Society. Yearbook» (Phil., с 1937)
  - «Ethics» (Phil. — Chi., с 1890; до 1938 название — «International Journal of Ethics»)
  - «International Philosophical Quarterly» (N. Y., с 1961)
  - «Journal of Aesthetics and Art Criticism» (N. Y., с 1941)
  - «Journal of Existentialism» (N. Y., с 1960)
  - «Journal of Philosophy» (N. Y., с 1904)
  - «The Journal of Symbolic Logic» (Menasha, с 1936)
  - «Journal of the History of Ideas» (N. Y., с 1940)
  - «Journal of the History of Philosophy» (Berk., с 1963)
  - Hume Studies[англ.]
  - «Modern Schoolman» (St. Louis, с 1925)
  - «Personalist» (Los Ang., с 1920)
  - «The Philosophical Review» (lthaca — Boston, с 1892)
  - «Philosophical Studies» (Minneapolis, с 1950)
  - «Philosophy East and West» (Honolulu, с 1951)
  - «Philosophy of Science» (Balt., с 1934)
  - «Philosophy Today» (Carthagena, с 1957)
  - «Review of Metaphysics» (New Haven, с 1947)
  - «Soviet Studies in Philosophy» (N. Y., с 1962)
  - «Thomist» (Balt. — Wash., с 1939)
  - «The New Scholasticism» (Wash., с 1926)
- Международные
  - «Diogènes» (N. Y., с 1953)
  - «ETC. A review of general semantics» (San Francisco, с 1943)
  - «Foundations of Language» (Dordrecht, с 1965)
  - «Philosophia mathematica» (Kingston [III.], с 1964)
  - «Philosophy and Phenomenological Research» (Buffalo — [N. Y.], с 1940)
  - «Synthese» (Dordrecht, с 1936)
  - «Cultural hermeneutics» (Dordrecht, с 1972).
- Другие
  - Acta Philosophica Fennica
  - Analysis (journal)
  - The Journal of Theological Studies
  - The Bulletin of Symbolic Logic
  - The Journal of Philosophical Logic
  - Notre Dame Journal of Formal Logic
  - International Studies in the Philosophy of Science
  - Linguistics and Philosophy. A Journal of Natural Langauge Syntax, Semantics, Logic, Pragmatics, and Processing
  - Language and Cognitive Processes
- Philosophical Books
  - Philosophy
  - Philosophia
  - The Monist
  - Ratio
  - Graduate Faculty Philosophy Journal
  - Review of Metaphysics
  - Bioethics
  - Journal of the Behavioral and Brain Sciences
  - Political Studies
  - Law and Philosophy
  - Journal of Consciousness Studies
  - Consciousness and Cognition
  - Psyche
  - Erkenntnis

### На немецком языке
- Австрия
  - «Wiener Zeitschrift für Philosophic, Psychologie und Pädagogik» (W., с 1947)
- Германия
  - ГДР
    - «Deutsche Zeitschrift für Philosophic» (В., с 1953)

  - ФРГ
    - «Philosophia Naturalis [Archiv fur Naturphilosophie und die philosophischen Grenzgebiete]» (Meisenheim, с 1950)
    - «Philosophische Rundshau» (Tübingen, с 1953)
    - «Philosophischer Literaturanzeiger» (Meisenheim, с 1949)
    - «Philosophisches Jahrbuch» (Münch., с 1888)
    - «Universitas» (Stuttg., с 1946)
    - «Wissenschaft und Weisheit» (Düsseldorf, с 1934)
    - «Wort und Wahrheit» (Freiburg, с 1946)
    - «Zeitschrift für philosophische Forschung» (Meisenheim, с 1946)
    - «Zeitschrift für ailgemeine Wissenschaftstheoric» (Wiesbaden, с 1969).
- Другие
  - Archiv für Geschichte der Philosophie
  - Archiv für Rechts- und Sozialphilosophie
  - Kant-Studien[нем.]
  - Hegel-studien
  - Nietzche-studien
  - Studia Leibnitiana
  - Heidegger Studies
  - Theologie und Philosophie

### На французском языке
- Бельгия
  - «Logique et Analyse» (Louvain, с 1958)
  - «Revue philosophique de Louvain» (Louvain, с 1894)
- Канада
  - «Dialogue. Revue canadienne de Philosophie» (c 1962)
- Франция
  - «Archives de philosophie» (P., с 1923)
  - «Bulletin de la société française de philosophic» (P., с 1901)
  - «Esprit (журнал)» (P., с 1932)
  - «Etudes philosophiques» (P., с 1926)
  - «Nouvelle critique» (P., с 1948)
  - «La Pensée» (P., с 1939)
  - «Revue d'estétique» (P., с 1948)
  - «Revue de métaphysique et de morale» (P., с 1893)
  - «Revue d’histoire et de philosophie religieuses» (Strasbourg, с 1921)
  - «Revue de synthèse» (P., с 1931)
  - «Revue philosophique de la France et de l'Eétranger» (P., с 1876)
  - «Temps modernes» (P., с 1945)
- Международные
  - «Bibliographie de la philosophice» (P., с 1937)
  - «Bulletin signaletique. Philosophie, sciences hurnaines» (P., с 1961)
  - «Revue Internationale de philosophie» (P., с 1938)
  - «Logique et analyse» (Louvain, с 1958)
- Другие
  - Journal International de Bioétique
  - Logique et Analyse
  - Revue de sciences philosophique e théologique

### На испанском языке
- - «Análisis Filosófico» (Аргентина, с 1981)

### На итальянском языке (Италия)
- - «Archivio di filosofia» (Roma, с 1931)
  - «Filosofia» (Torino, с 1950)
  - «Giornale di metafisica» (Torino, с 1946)
  - «Giornale critico della filosofia italiana» (Messina — Firenze, с 1920)
  - «Il pensiero» (Mil., с 1956)
  - «Rivista critica di storia della filosofia» (Mil., с 1946)
  - «Rivista di estetica» (Padua, с 1956)
  - «Rivista di filosofia» (Modena — Torino, с 1909)
  - «Rivista di filosofia neo-scolastica» (Mil., с 1909)
  - «Sophia (журнал)» (Roma, с 1933)
  - «Sapienza» (Bologna, с 1948)
- Другие
  - Rivista Internazionale di Filosofia del diritto
  - Rivista di Storia della Filosofia
  - Aut Aut
  - Rassegna Bibliografia di Storia della Filosofia
  - Epistemologia (журнал)
  - Filosofia e Teologia
  - l'Annuario filosofico
  - Paradosso
  - Teoria
  - Iride
  - Studi Kantiani
  - Filosofia politica
  - Ragion Pratica
  - Bioetica
  - Medinica e Morale
  - Sistemi Intelligenti
  - Nuova civiltà delle Machine

### На других языках
- Бельгия (см. также На французском языке)
  - «Tijdschrift voor philosophic» (Leuven, с 1939)
- Болгария
  - Философски преглед(С 1929)
  - «Философска мисъл» (София, с 1945)
- Бразилия
  - «Revista brasileira de filosofia» (Sao Paulo, с 1951)
- Венгрия
  - «Magyar filozofiai szemie» (Bdpst, с 1957)
- Испания
  - «Revista de filosofia» (Madrid, с 1942)
- Польша
  - «Przegląd Filozoficzny»
  - «Studia Filozoficzne» (Warsz. с 1957 по 1990)
  - «Studia logica» (Poznań — Warsz., с 1953)
  - «Studia estetyczne» (Warsz., с 1964)
- Румыния
  - «Cercetări filozofice» (Buc., 1954—1963, с 1964 название «Revista de filozofie»).
- Украина
  - Філософська думка (К., с 1969)
  - Социальная психология (К., с 2001)
- Финляндия
  - Ajatus[фин.]
- Чехословакия
  - Filosofický časopis (Praha, с 1953)
  - Reflexe. Časopis pro filosofii a teologii
  - «Filosofia» (Bratislava, с 1968)
- Эстония
  - Studia Philosophica Estonica[эст.]
- Югославия
  - «Dialectica» (Beograd, с 1947)
  - «Filozofija» (Beograd, с 1957).
- Международные (Швейцария)
  - «Dialectica» (Lausanne, Neuchatel, с 1947)

## Источник
Философские журналы — статья из Большой советской энциклопедии. Огурцов Т. С. 